# Chamaeanthus
Chamaeanthus é um género botânico pertencente à família das orquídeas (Orchidaceae).